# Irpin (rijeka)
Irpin ili Irpen (ukr. Ірпі́нь, rus. Ирпе́нь) je rijeka u Ukrajini i desni pritok Dnjepra.
Dužina joj je 162 km i protiče kroz grad Irpin. Na mjestu u kojem se Irpin ulijeva u rijeku Dnjepar spada u Kijevski rezervoar, koji pravi Dnjepar zbog brane na hidroelektrani kod Kijeva. Vodostaj Dnjepra na ovoj lokaciji se umjetno podiže za oko 6,5 - 7 metara iznad prirodne razine. Zbog toga se voda iz rijeke Irpin pumpa u Kijevski rezervoar pomoću snažnih električnih pumpa, čineći da rijeka Irpin na tom dijelu njenog toka protječe na veću visinu prema gore.
Područje oko rijeke Irpin bilo je središte nekadašnje Kijevske Rusi, a kronike povezuju ovu rijeku s nekoliko značajnih povijesnih događaja, kao što je Bitka na rijeci Irpin koja se dogodila 1321. godine u kojoj je vojska Litve pod vodstvom Gediminasa pobijedila vojsku Kijevske Rusi. Kao posljedica bitke Litva je preuzela kontrolu nad zemljama današnje središnje Ukrajine.

## Vanjske poveznice
|  | Zajednički poslužitelj ima još gradiva o temi Irpin (rijeka) |